# Институт биохимии имени А. Н. Баха РАН
Институ́т биохи́мии им. А. Н. Баха РАН — научно-исследовательский институт в составе Российской академии наук. Как Институт биохимии АН СССР был организован решением Общего собрания АН СССР от 18 декабря 1934 года, фактически начал работать с 1935 года. Основателями института явились академики А. Н. Бах и А. И. Опарин. Основное направление деятельности — проведение фундаментальных и прикладных научных исследований в области биохимии, а также в смежных областях физико-химической биологии, биотехнологии, биомедицины и других наук о жизни.

## История
В 1944 году институту было присвоено имя академика А. Н. Баха. После смерти А. Н. Баха институт возглавлял его ученик и сотрудник академик А. И. Опарин (1946—1980). В советское время деятельность института была тесно переплетена с нуждами народного хозяйства СССР в частности пищевой, медицинской, микробиологической, витаминной, ферментной и других отраслей промышленности страны.
В начале 1960-х годов сотрудники института были привлечены к созданию медицинской и дозиметрической аппаратуры, а также разработке питания и водоснабжение в рамках подготовки первого полёта человека в космическое пространство.
Среди фундаментальных исследований проведенных в стенах института можно выделить: теорию происхождения жизни; открытие АТФазной активности миозина, заложившее основы современной механохимии; расшифровку молекулярных механизмов преобразования солнечной энергии при фотосинтезе; биохимию и энзимологию азотфиксации; предсказание существования информационной РНК и открытие информосом; создание биохимии субклеточных структур; обнаружение актина и миозина во всех эукариотических клетках, что привело к открытию цитоскелетных структур, и ряд других исследований признанный мировым научным сообществом.
Руководство лабораториями и отдельными направлениями исследований осуществляли видные биохимики: А. Н. Бах, А. И. Опарин, В. А. Энгельгардт, А. Н. Белозерский, Н. М. Сисакян, А. Н. Теренин, А. А. Красновский, С. Е. Северин, В. Л. Кретович, В. Н. Букин, И. В. Березин, Д. Л. Талмуд, Б. А. Талмуд, М. Н. Любимова, А. И. Смирнов, З. В. Ермольева, Д. М. Михлин, Б. А. Рубин, Н. И. Проскуряков, А. Г. Пасынский, П. В. Афанасьев, Б. Н. Степаненко, Р. В. Фениксова, В. Б. Евстигнеев, А. А. Шмук, С. Д. Балаховский, С. М. Прокошев, Л. В. Метлицкий, А. Л. Курсанов, А. А. Баев, Б. Ф. Поглазов, А. М. Кузин, А. С. Спирин и другие.
За время существования 7 сотрудников института были удостояны звания Героев Социалистического Труда, 19 сотрудников получили Государственные премии СССР, 4  — стали обладателями Ленинских премий.
Важнейшим с точки зрения развития науки является вклад сотрудников института в создание ряда других научных учреждении СССР, среди которых можно выделить:  Институт молекулярной биологии, Институт белка, Институт фундаментальных проблем биологии, Институт физико-химической биологии МГУ и ряд других.
В 2014 году на основе института путём интеграции Института микробиологии имени С. Н. Виноградского РАН и Центра «Биоинженерии» РАН создан Федеральный исследовательский центр «Фундаментальные основы биотехнологии» Российской академии наук.
На базе института выпускаются научные журналы «Прикладная биохимия и микробиология» и «Успехи биологической химии».

## Структура
По стоянию на середину 2021 года в структуру института входят следующие лаборатории:
- Лаборатория биотехнологии ферментов
- Лаборатория биоэнергетики
- Лаборатория молекулярной генетики
- Лаборатория молекулярной инженерии
- Лаборатория молекулярных основ биотрансформаций
- Лаборатория биохимии стрессов микроорганизмов
- Лаборатория структурной биохимии белка
- Лаборатория химической энзимологии
- Лаборатория экологической и эволюционной биохимии
- Лаборатория биохимии азотофиксации и метаболизма азота
- Лаборатория физической биохимии
- Лаборатория молекулярного имиджинга
- Лаборатория биомедицинской химии